# ديكسي باركر
ديكسي باركر (بالإنجليزية: Dixie Parker)‏ هو لاعب كرة قاعدة أمريكي، ولد في 24 أبريل 1895 في Forest Home, Alabama ‏ في الولايات المتحدة، وتوفي في 15 مايو 1972 في توسكالوسا في الولايات المتحدة.

## وصلات خارجية
- ديكسي باركر على موقعبيزبول رفرنس.كوم (الدوري الرئيسي) (الإنجليزية)
- ديكسي باركر على موقعبيزبول رفرنس.كوم (الدوري الثانوي) (الإنجليزية)